# Зулуси
Зулу́си (зу́лу, ісізу́лу, зу́нда, зулу amaZulu) — народ банту в Південній Африці.

## Територія проживання і чисельність
Зулуси проживають в історичній області Зулуленд (англ. Zululand «Країна зулу») у Південній Африці. Територіально це переважно ПАР, зокрема провінція Квазулу-Наталь, також живуть у Малаві (37,5 тис. чол.), Лесото (248 тис. чол., 1993), Мозамбіку, Свазіленді (76 тис. чол.), Зімбабве, Замбії тощо.

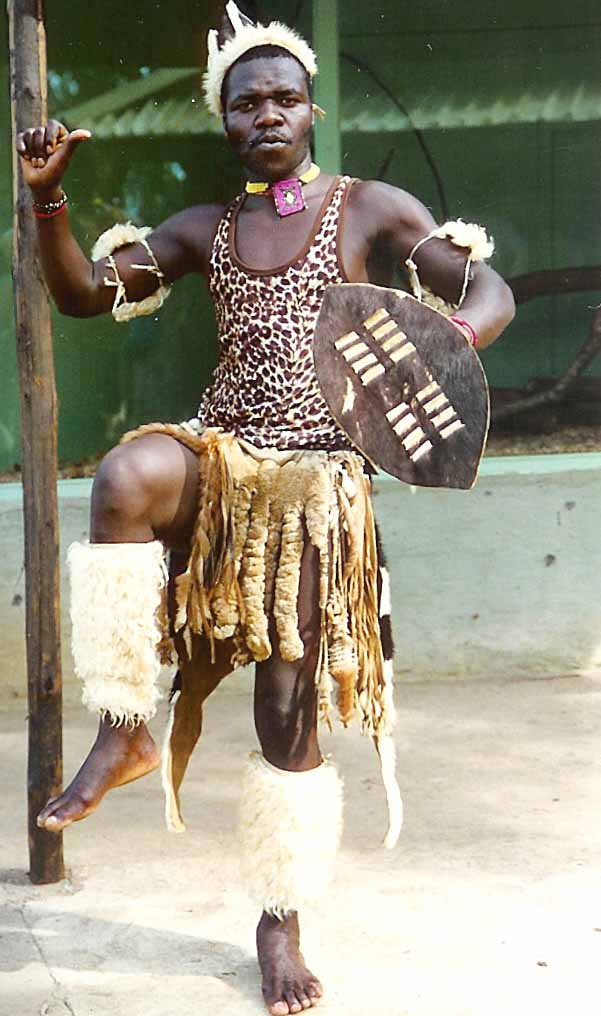
Зулуський чоловік у традиційному для войовничого танцю вбранні

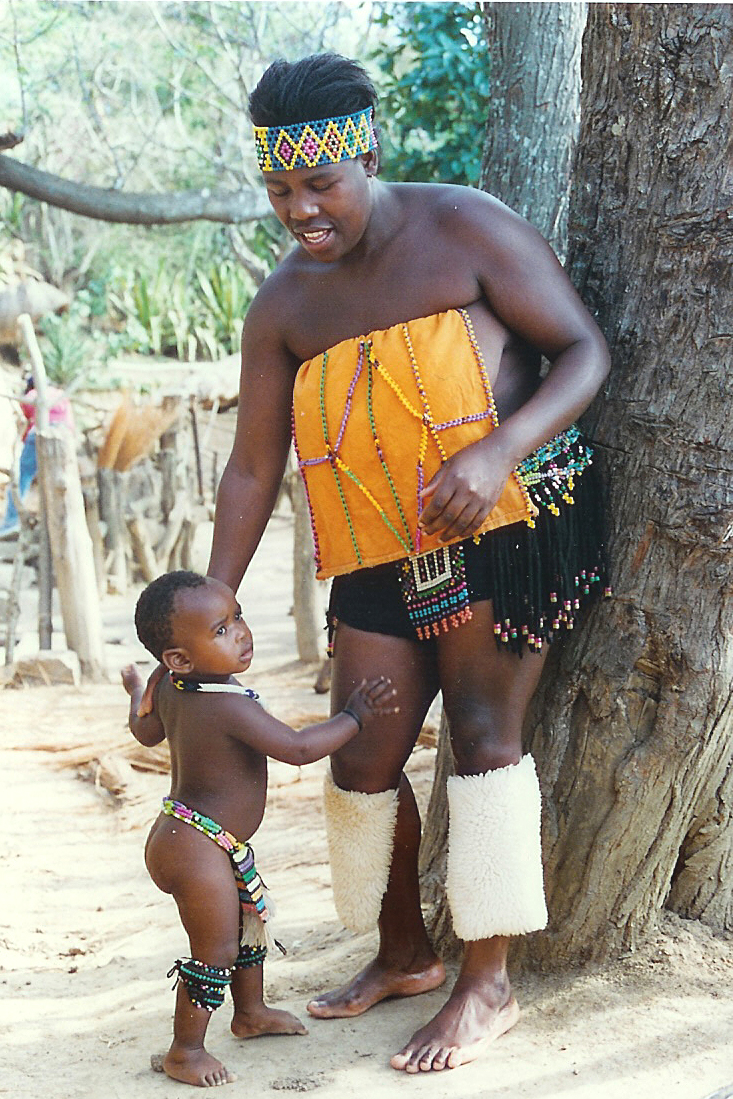
Мати та дитина з народу зулусів

Загальна чисельність зулусів — бл. 11 млн чол. (оцінка).

## Мова і релігія
Зулуси розмовляють мовою зулу, однією з південних банту мов. Серед зулусів поширений білінгвізм — володіють англійською, африкаанс, також місцевими мовами, напр. мовою коса.
Мова зулусів є мовою вищої освіти; на ній видається багато книг, газет; ведеться радіомовлення. Приблизно 70 % зулусів письменні (поч. 1990-х рр.).
Додержуються в основному традиційних вірувань; частина зулу — прибічники християнсько-африканської Назаретської баптистської Церкви.

## Історія

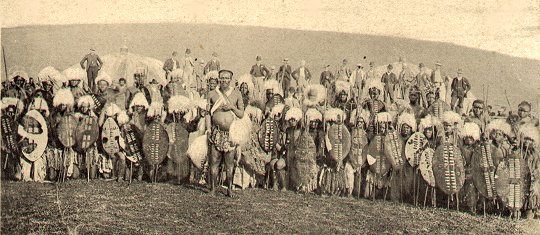
Воїни зулу, на задньому тлі — європейці, кін. XIX ст.

Спочатку власне зулуси були однією з підгруп (isizwe «народ», або isibongo «клан») мтетва. Свою назву (amaZulu, «діти неба») вони отримали на початку XVIII століття, коли близько 1709 року Зулу каНтомбела заснував новий клан. До 1781 року у клані зулусів було близько півтори тисячі осіб.
Союз племен зулу склався у 1-й чв. XIX ст. для боротьби проти колоніальної експансії бурів та англійців. Зулу підкорили місцеві племена й стали чинити опір англійцям і бурам. В історичній битві у 1879 р. були розбиті й зігнані у резервації (з 1962 р. бантустан Квазулу).
З падінням режиму апартеїду (кін. 1980-х р.р.) зулу — рівноправні «будівничі» нової Південної Африки отримали додаткові стимули до розвитку. Проте, етнічні сутички в ПАР не припинилися й з лібералізацією політичного життя в країні.

## Господарство
Традиційні заняття — ручне землеробство (сорго, просо, кукурудза, бобові), городництво, скотарство.
З ремесел поширені гончарство (серед жінок), ковальство, чинбарство, різьблення на дереві (серед чоловіків). Сьогодні серед зулу — наймані робітники на фермах та працівники заводів і фабрик.

## Виноски
1. ↑  South Africa grows to 44.8 million